# Fuck MTV Ep
Fuck MTV är debutskivan från det svenska punkbandet The Vectors från Umeå, utgivet som 7" Ep på New Lifeshark Records (NLR012) 1996.

## Låtlista
1. Fuck MTV
2. I Wanna Be With The CIA
3. Take Your Cancer Like A Man
4. Touched By The Hand Of God